# 斯陶茨維爾 (密蘇里州)
斯陶茨維爾（英語：Stoutsville）是位於美國密蘇里州門羅縣的村。

## 人口
根據2020年美國人口普查的數據，斯陶茨維爾的面積為2.16平方千米，當中陸地面積為2.13平方千米，而水域面積為0.02平方千米。當地共有人口37人，而人口密度為每平方千米17人。